# تپه شهر سوخته ۳۶۰
تپه شهر سوخته ۳۶۰ مربوط به هزاره سوم قبل از میلاد است و در شهرستان زابل، بخش شیب آب، دهستان لوتک، روستای حومه شهر سوخته، ۵۳۰۰ متری جنوب پایگاه باستان‌شناسی شهر سوخته واقع شده و این اثر در تاریخ ۲۸ شهریور ۱۳۸۶ با شمارهٔ ثبت ۱۹۶۴۷ به‌عنوان یکی از آثار ملی ایران به ثبت رسیده است.